# Groupe du Catinaccio
Le groupe du Catinaccio ou Rosengartengruppe est un chaînon montagneux du centre-ouest des Dolomites, situé dans les provinces de Bolzano et de Trente en Italie. Il est délimité par le val di Tires au nord, le val d'Ega au sud et le val di Fassa à l'est. Depuis 2003, la partie sud-tyrolienne fait partie du parc naturel Sciliar - Catinaccio.
Le groupe du Catinaccio domine la ville de Bolzano. Sa caractéristique est la couleur rose qu'il prend au coucher du soleil, un phénomène optique appelé enrosadira ou alpenglow.
La première ascension vers le plus haut sommet, le Catinaccio d'Antermoia, remonte au 31 août 1872 par Charles Comyns Tucker, Thomas Henry et le guide Anton Bernard.

## Toponymie
Il y a deux noms originaux, relatifs aux deux versants de la chaîne qui fait office de frontière linguistique entre le ladin et le monde germanophone. Le terme ladin, Ciadenac ou Catenaccio, constitue également la base de la forme italienne la plus récente et doit être renvoyé, selon Karl Felix Wolff, au roches typique du groupe. Le nom allemand Rosengarten, utilisé du côté tyrolien du Sud, est déjà attesté depuis le XVe siècle, et fait référence à la légende du mythique roi Laurin, voulant donner une explication au phénomène de l'alpenglow.

## Géographie

### Situation
Le groupe du Catinaccio s'élève à environ 20 km à l'est de Bolzano près de la frontière avec le Trentin, mais les sommets principaux sont entièrement dans la province du Tyrol du Sud. Il fait partie du parc naturel Sciliar - Catinaccio depuis 2003.

### Géologie
Le massif des Dolomites, auquel appartient le Catinaccio d'Antermoia, est caractérisé par une abondance de dolomie, roche sédimentaire carbonatée. L'une des caractéristiques particulières du groupe du Catinaccio est la couleur rose qu'il prend au coucher du soleil. Le phénomène est dû à la composition des parois rocheuses des Dolomites (formées par la dolomie contenant de la dolomite, un composé de carbonate de calcium et de magnésium). Le phénomène est appelé enrosadira, en italien et en ladin, ce qui signifie littéralement « devenir rose ». En anglais, on le nomme alpenglow et en allemand alpenglühen.

### Principaux sommets
Le plus haut sommet du groupe est le Catinaccio d'Antermoia (3 002 m). D'autres sommets célèbres du groupe sont :
- Cima Catinaccio (2 981 m)
- Croda dei Cirmei (2 902 m)
- Cima di Larsec (2 891 m)
- Cima Scalieret (2 887 m
- Tours de Vajolet (2 821 m)
- Croda di Re Laurino (2 813 m)
- Cima Sforcella (2 810 m)
- Roda di Vaèl (2 806 m)
- Pizzo di Valbona (2 802 m)
- Cima delle Poppe (2 768 m)
- Croda Davoi (2 745 m)
- Crepe di Lausa (2 719 m)
- Cima di Mezzo del Principe (2 705 m)
- Cogolo di Larsec (2 679 m)
- Punta Emma (2 617 m)
- Torre Gardeccia (2 483 m)

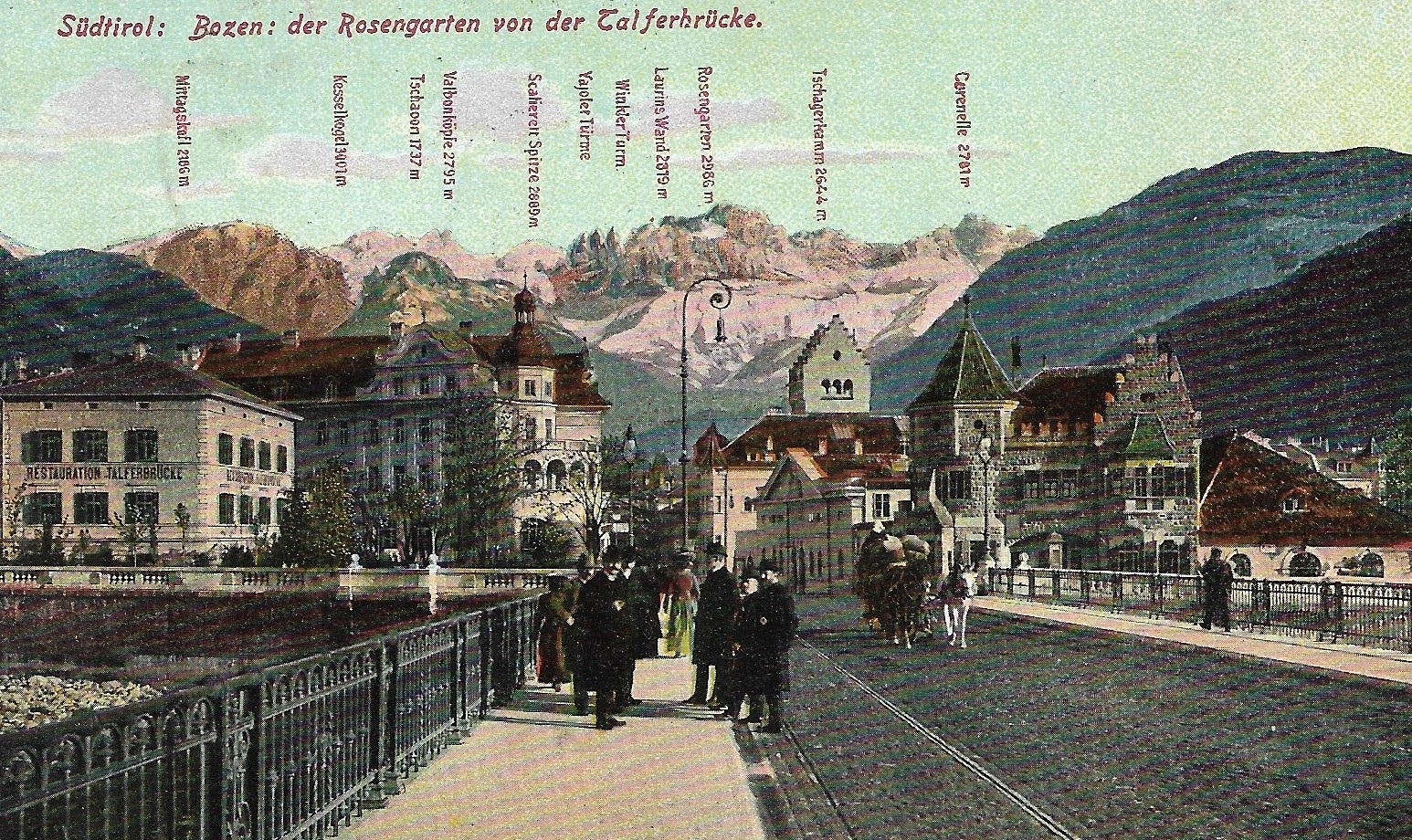
Carte postale de 1907 avec le groupe du Catinaccio en arrière-plan.
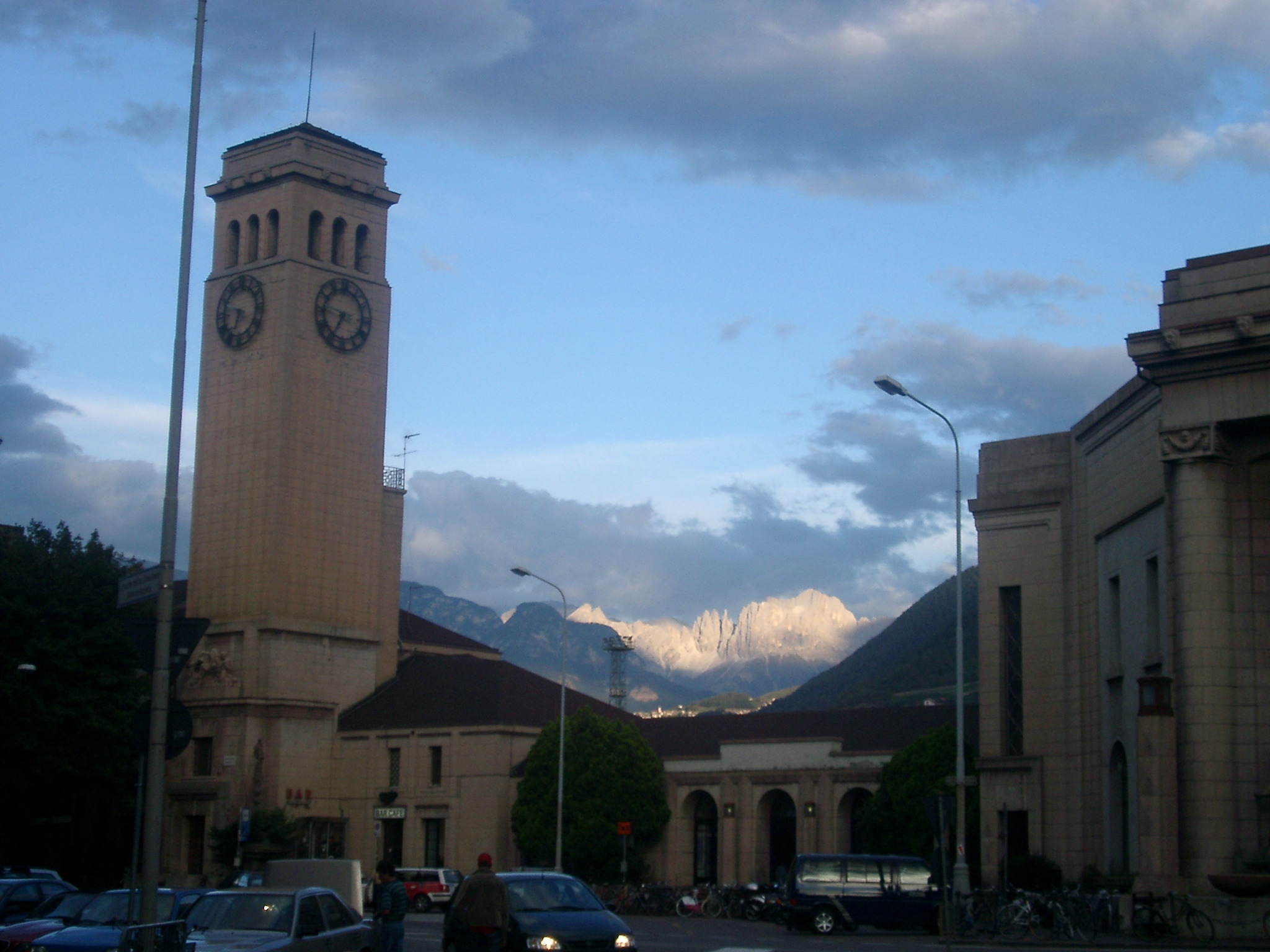
Vue éloignée du groupe de Bolzano.
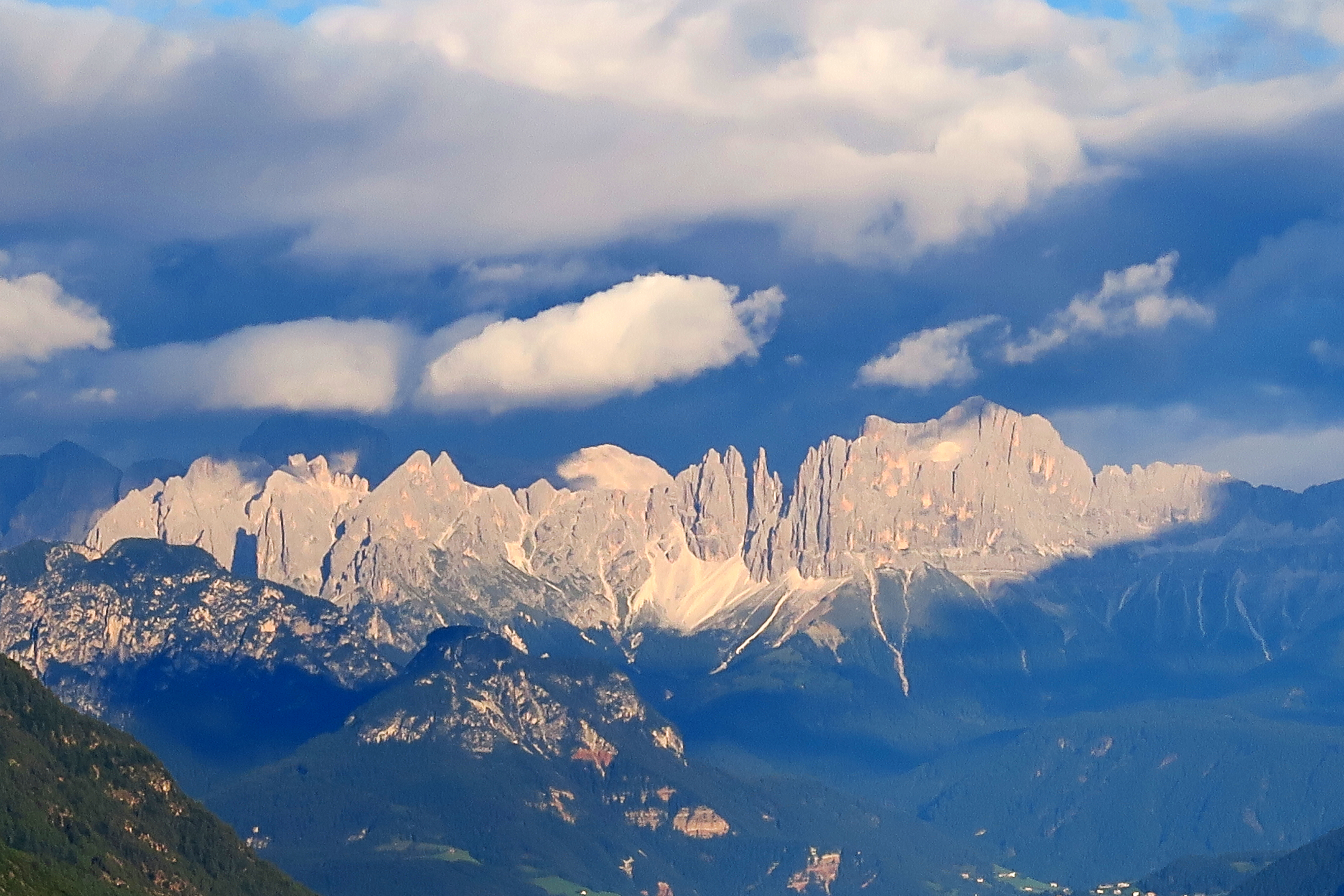
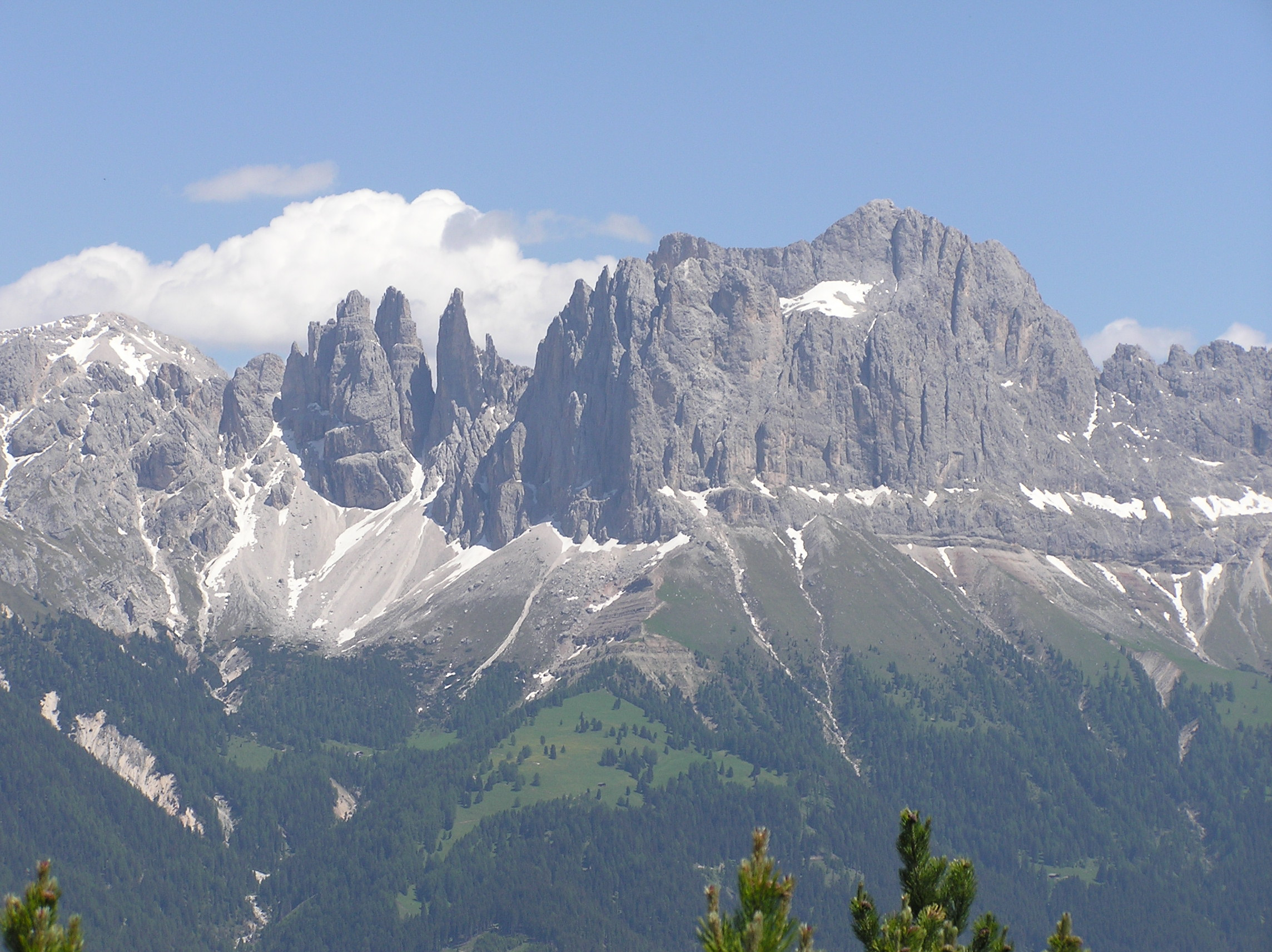
Le Catinaccio d'Antermoia, les tours de Vajolet et la cima Catinaccio (de gauche à droite).

### Principaux cols
Le groupe du Catinaccio possède de nombreux cols. Ils sont répertoriés par altitude dans le tableau ci-dessous.
| Nom                   | Altitude | Vallées liées                        | Accès                                       |
| --------------------- | -------- | ------------------------------------ | ------------------------------------------- |
| passo di Antermoia    | 2 770 m  | valon de Antermoia et val di Vajolet | sentier 584                                 |
| passo Santner         | 2 734 m  | val di Tires et val di Vajolet       | sentier 542 et via ferrata du passo Santner |
| passo delle Pope      | 2 720 m  | valon de Larsec et val di Vajolet    | sentier Bepo de Medil                       |
| passo di Lausa        | 2 700 m  | valon de Antermoia et valon de Lausa | sentier 583                                 |
| passo delle Coronelle | 2 630 m  | val d'Ega et val de Vajolet          | sentier 550                                 |
| passo Principe        | 2 599 m  | val di Vajolet e valon de Antermoia  | sentiers 584 et 554                         |
| passo di Molignon     | 2 598 m  | val Ciamin et val Duron              | sentier 554/3a                              |
| passo del Vajolon     | 2 560 m  | Vael et val d'Ega                    | sentier 551                                 |
| passo delle Cigolade  | 2 553 m  | val di Vajolet et Vael               | sentier 541                                 |
| passo di Dona         | 2 516 m  | valon di Antermoia et val di Udai    | sentier 580                                 |
| passo Alpe di Tires   | 2 443 m  | val Ciamin et val Duron              | sentier 594/4                               |
| passo delle Scalette  | 2 348 m  | valon de Lausa et val di Vajolet     | sentier 583                                 |
| passo delle Ciaresole | 2 282 m  | val Duron et val di Udai             | sentier 578                                 |
| passo Duron           | 2 204 m  | val Duron et Alpe de Siusi           | sentier 594/4                               |
| col de Costalunga     | 1 752 m  | val d'Ega et val di Fassa            | route nationale 241                         |

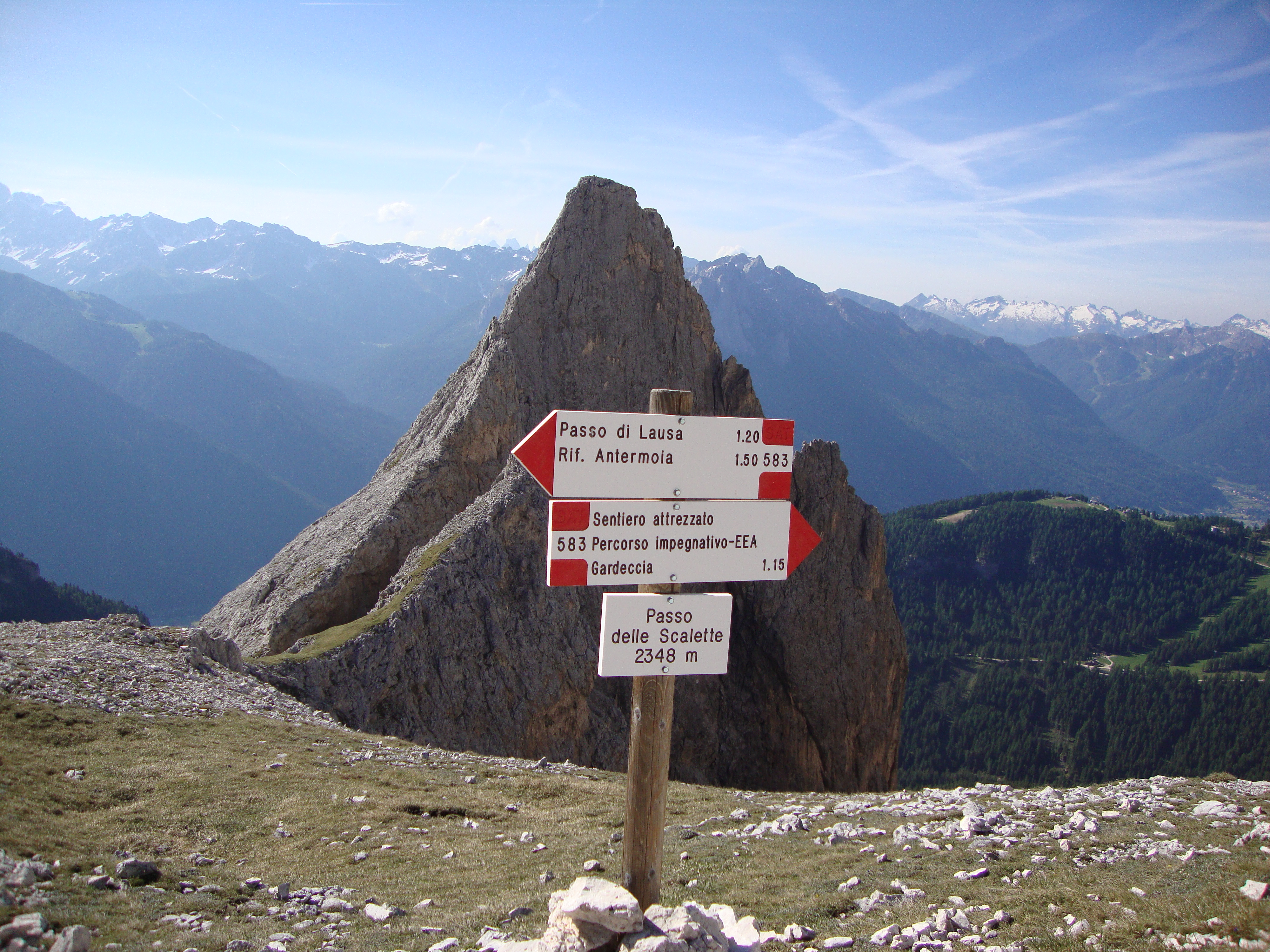
Le passo delle Scalette.
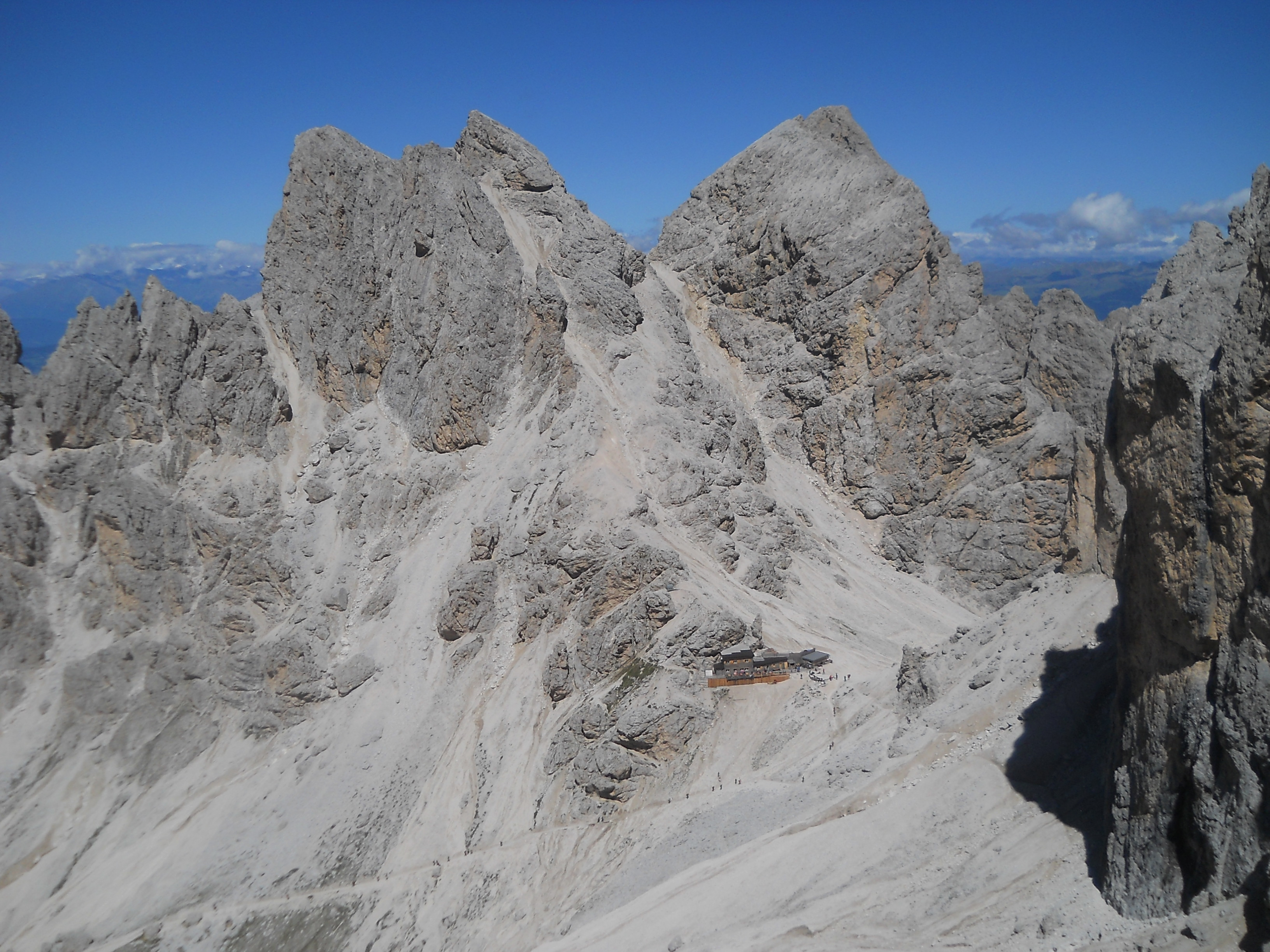
Le passo di Antermoia en contrebas.
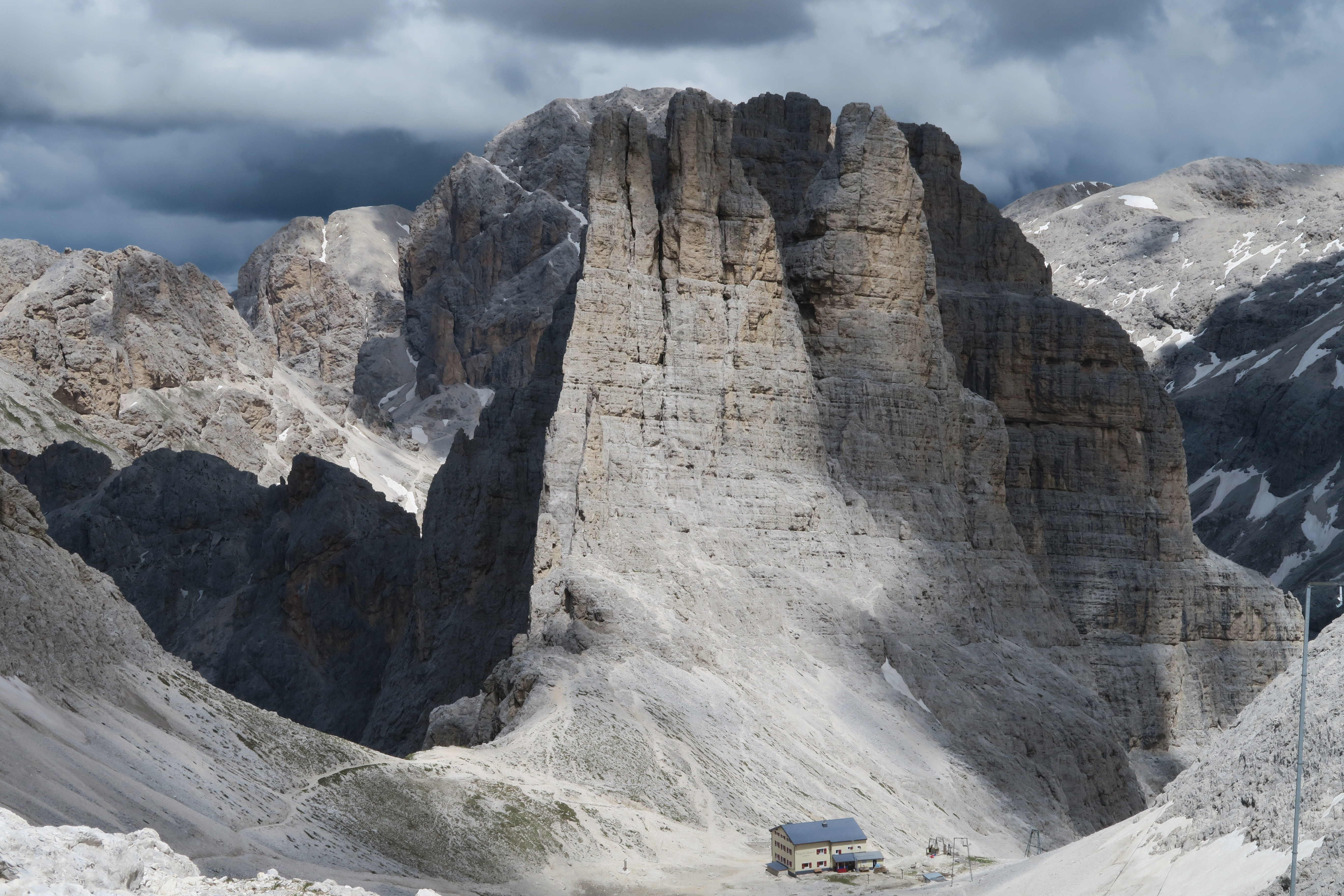
Le passo Santner et les tours de Vajolet.
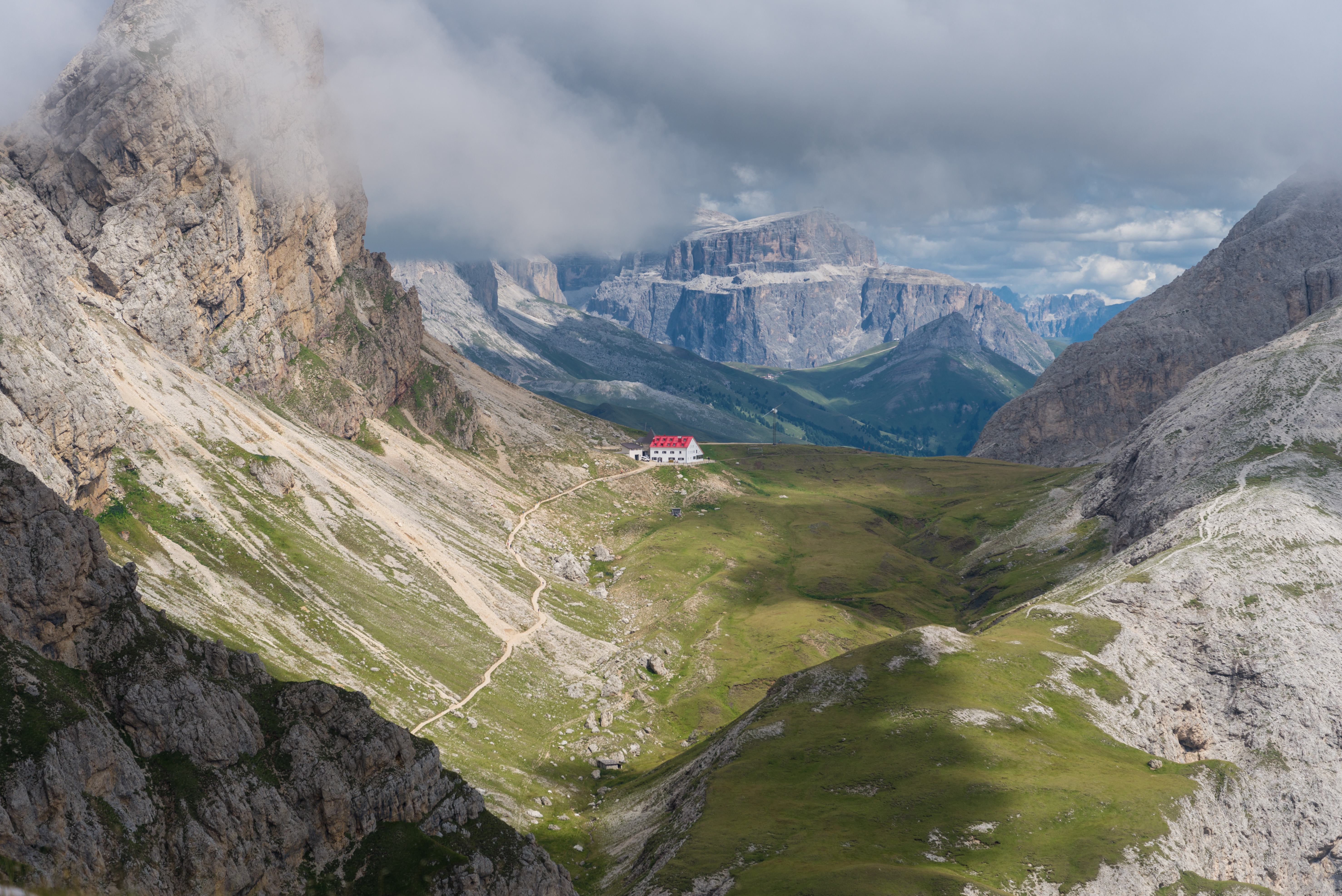
Le passo Alpe di Tires.

### Lacs
- Le lac d'Antermoia : lac glaciaire à proximité du refuge d'Antermoia.

## Histoire
Au XIXe siècle, les premiers explorateurs du massif du Catinaccio sont les frères Seclos et Karl Moser, peintres de paysage. Ils gravissent la cima Scalleret et, en 1860, la cima di Larsec. 
À partir de ce moment, les premières ascensions se succèdent :
- 1872 : Catinaccio d'Antermoia par Charles Comyns Tucker, Thomas Henry Carson et Luigi Bernard ;
- 1874 : Catinaccio par Charles Comyns Tucker, Thomas Henry Carson, Luigi Bernard et le guide François Devouassoud ;
- 1889 : arête sud du Catinaccio par Johann Santner et Gottfried Merzbacher ;
- 1896 : face est du Catinaccio par Arthur Guy Sandars Raynor et John Swinnerton Phillimore et les guides Antonio Dimai et Luigi Rizzi ;
- 1929 : voie directe au Catinaccio par Hans Steger, Paula Wiesinger, Fred Masè Dari et Sigi Lechner.

D'autres grands noms de l'alpinisme acrobatique (Tita Piaz, Hans Dülfer) y ont également réalisé des premières ascensions.

## Activités

### Refuges

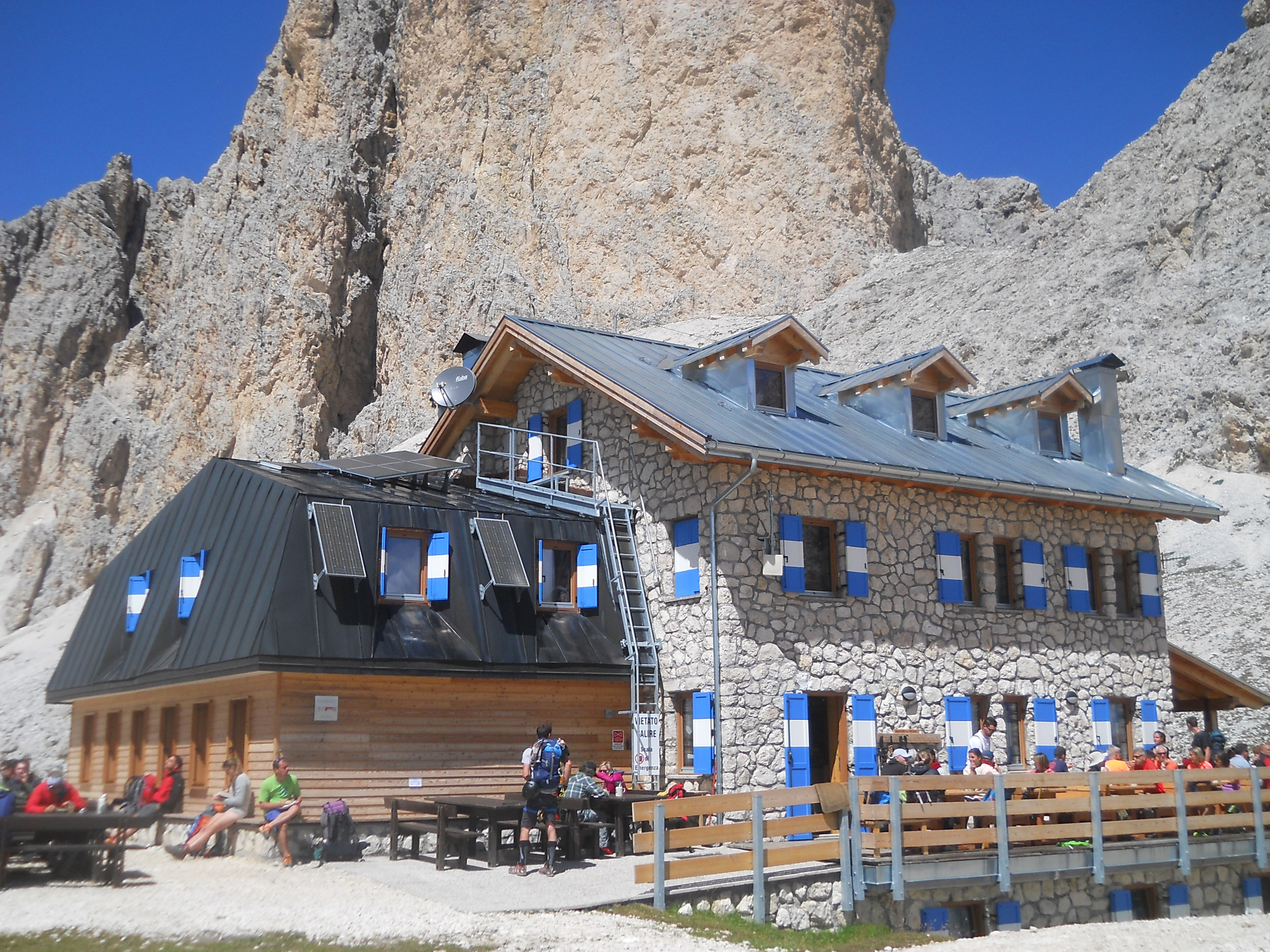
Le refuge d'Antermoia.

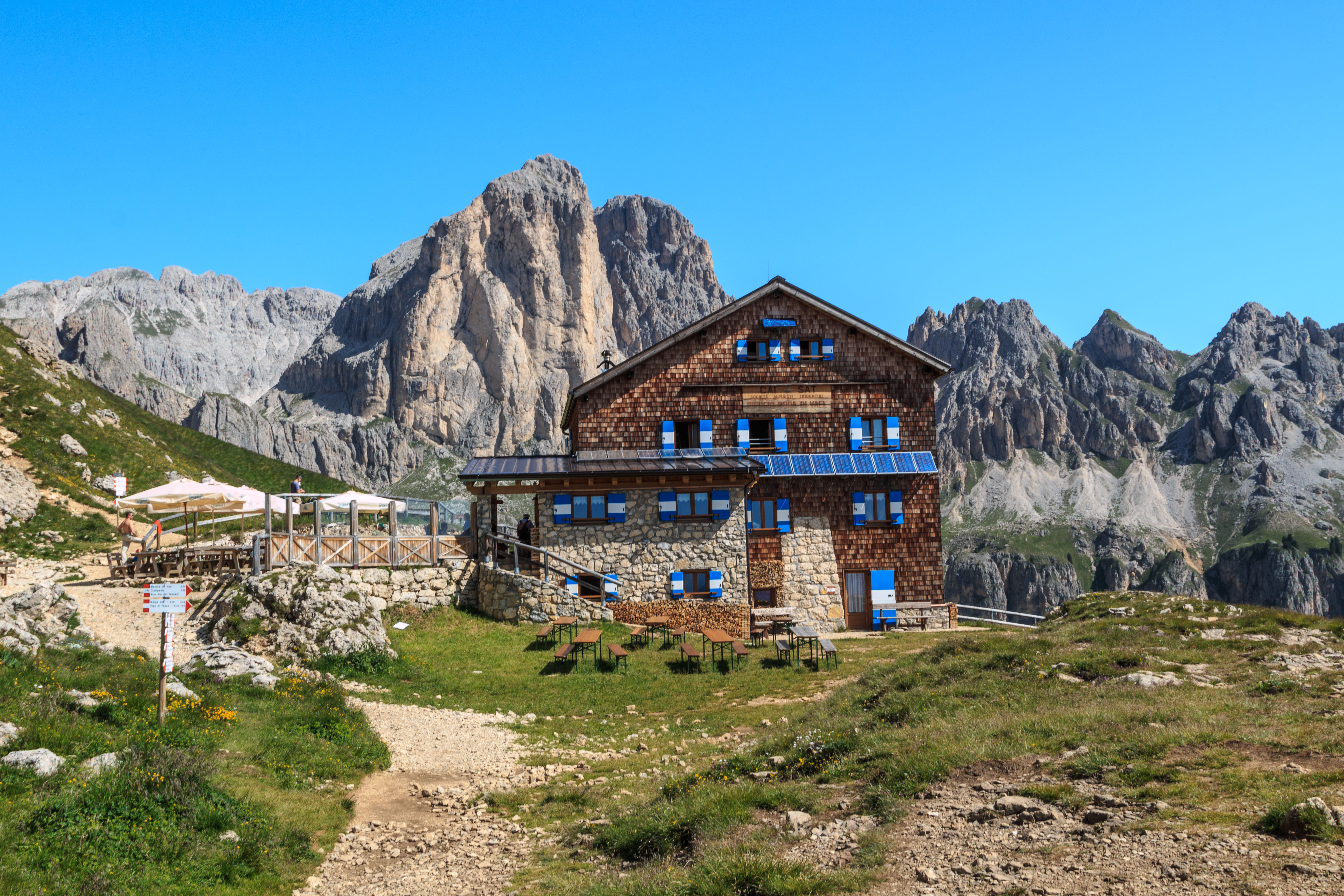
Le refuge Roda di Vaèl.

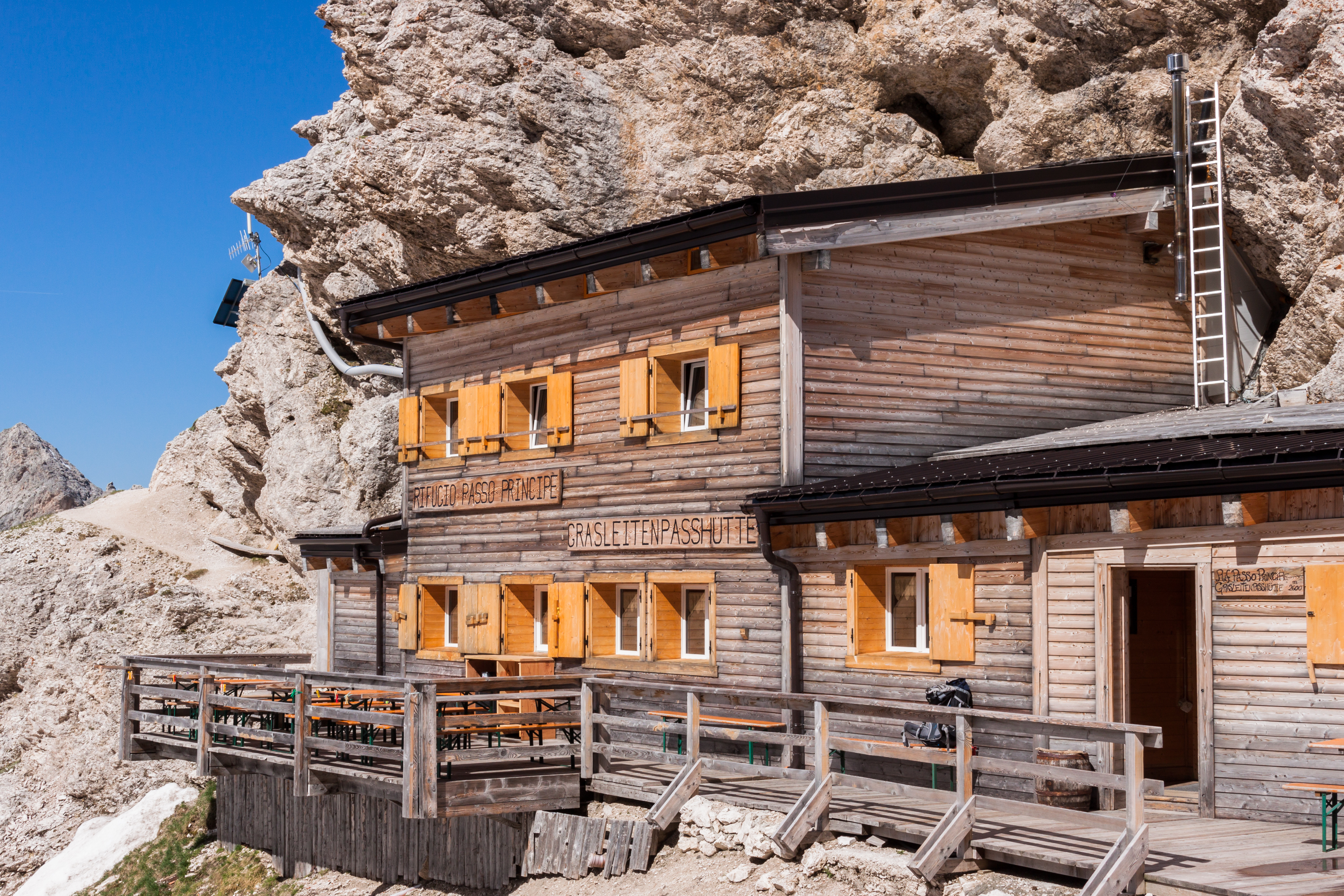
Le refuge Passo Principe.

Le groupe possède un nombre relativement élevé de refuges justifié par la forte affluence touristique de la région.
Refuges facilement accessibles en téléphérique depuis Vigo di Fassa :
- refuge Ciampedie 1 998 m - SAT - 27 places ; ouvert du 15 juin à fin septembre et en hiver ;
- refuge Negritella 1 950 m - privé - 35 places ; ouvert de mi-juin à fin septembre.

Refuges accessibles en navette depuis Pera di Fassa :
- refuge de Gardeccia 1 949 m - privé - 36 places ; ouvert de début juin à début octobre et de Noël à fin mars ;
- refuge Catinaccio 1 946 m - privé - ouvert de début juin à début octobre ;
- refuge Stella Alpina 1 972 m - privé - 32 places ; ouvert de début juin à début octobre.

Refuges accessibles via le télésiège depuis le col de Costalunga :
- refuge Paolina 2 127 m - privé - 41 places ; ouvert de début juin à fin octobre et saison d'hiver ;
- refuge Roda di Vaèl 2 280 m - SAT - 50 places + 4 places d'hiver; ouvert de début juin à fin septembre ;
- Baita Marino Pederiva 2 275 m - 8 places.

Autres refuges :
- refuge Vajolet 2 243 m - SAT - 130 places + 12 en hiver; ouvert de début juin à fin septembre ;
- refuge Preuss 2 243 m - DAV Leipzig - 11 places ; ouvert de début juin à fin septembre ;
- refuge Re Alberto 2 621 m - privé - 42 places + 4 en hiver; ouvert de mi-juin à fin septembre ;
- refuge Passo Santner 2 741 m - privé - 8 places ; ouvert de fin juin à fin septembre ;
- refuge Passo Principe 2 601 m - privé - 14 places ; ouvert de fin juin à fin septembre ;
- refuge de Bergame al Principe 2 134 m - CAI Bergame - 79 places + 6 en hiver; ouvert de début juin au 5 octobre ;
- refuge d'Antermoia 2 496 m - SAT - 44 places ; ouvert de fin juin à fin septembre ;
- refuge de l'Alpe di Tires 2 440 m - privé - 71 places ; ouverture d'été ;
- refuge Duca di Pistoia 1 774 m - privé - 12 places ; ouvert toute l'année ;
- refuge Fronza alle Coronelle 2 337 m - CAI Vérone - 56 places ; ouvert de mi-juin à fin septembre.

### Via ferrate
De nombreuses via ferrata permettent de visiter le groupe du Catinaccio. Les principales sont :
- via ferrata Passo Santner ;
- via ferrata Catinaccio D'Antermoia ;
- via ferrata Laurenzi ;
- via ferrata Majaré ;
- via ferrata della Roda di Vael ;
- via ferrata Maximilian ai Denti di Terrarossa ;
- via ferrata del Passo delle Scalette.